# RAMZES
RAMZES ( Rakietowy Meteorologiczny Zespół Sondujący) – sonda badawcza zaprojektowana w Zakładzie Badań Rakietowych i Satelitarnych w Krakowie. Sonda miała stanowić ładunek użyteczny rakiet badawczych Meteor 2. Sonda zawierała termistor służący do pomiaru temperatury atmosfery podczas opadania sondy ze spadochronem po oddzieleniu od rakiety. Do przekazywania wyników pomiarów na ziemię służył nadajnik odzewowy, współpracujący z naziemną stacją radiolokacyjno-telemetryczną „Meteor” produkcji radzieckiej. Sygnał nadajnika sondy służył również do określenia jej położenia w przestrzeni. Dzięki temu podczas opadania sondy ze spadochronem można było zmierzyć siłę i kierunek wiatru na różnych wysokościach. Pracę nad sondą prowadzili mgr inż. A. Bielak i mgr inż. A. Ksyk.